# Fellbach
Fellbach (phát âm tiếng Đức: [ˈfɛlbax] ⓘ) là thị trấn lớn thứ hai của huyện Rems-Murr-Kreis, thuộc bang Baden-Württemberg, Đức.